# Johann Schmidl
Johann Schmidl (česky též Jan Schmidl (22. prosince 1693, Olomouc – 13. března 1762, Praha), patřil k významným jezuitům z České provincie v první polovině 18. století.

## Život
V roce 1710 vstoupil do jezuitského řádu a v roce 1743 byl ustanoven dějepiscem České jezuitské provincie. Jeho hlavním dílem je 4 svazková práce „Historia Societatis Jesu Provinciae Bohemicae“, která vycházela v letech 1747–1759. Schmidl mapoval dějiny jezuitů v České provincii od samých počátků v roce 1555, kdy bylo rozhodnuto o jejich příchodu do Čech a dílo bylo časově dovedeno až do roku 1653, tedy doby, kdy jezuitský řád v českých zemích stál na čele rekatolizace a jeho členové obnovovali po všech koutech, především Čech a Moravy, katolickou víru.
Významný český osvícenec, vědec a spisovatel František Martin Pelcl psal ve svých dílech o důležitých postavách českých, moravských a slezských zemských dějin. Nedělal etnické či jazykové rozdíly, hlavní pro něj byl význam a kvalita dané osobnosti z hlediska zemí Koruny české. Ve své práci „Boehmische, Mährische und Schlesische Gelehrte und Schriftsteller aus dem Orden der Jesuiten von Anfang der Gesellschaft bis auf gegenwaertige Zeit“ psal též o Schmidlovi, když v něm viděl literárně nadaného člověka, který přednášel gramatiku a poesii a připravoval mladé jezuity na liturgické činnosti právě z literárního hlediska. Vzhledem ke svému trvale špatnému zdraví se dožil překvapivě vysokého věku 71 let.
Z jeho děl je nutno, krom životní vícesvazkové práce o dějinách jezuitů v českých zemích, zmínit ještě „Brevis instructio secundum Deum et divinum ejus bene placitum vivendi“, vytištěno v Opavě v roce 1740 nebo „Tria charissima Vener. Ionannis Berchmanns S. I. Scholastice, historice, symbolice, elogiastice proposita„, vydáno ve slezské Nise v roce 1732.